# Mischococcales
Ordre
Les Mischococcales sont un ordre d’algues de la classe des Xanthophyceae.

## Liste des familles
Selon AlgaeBase (16 mars 2022)
- Botrydiopsidaceae D.J.Hibberd
- Botryochloridaceae Pascher
- Centritractaceae Pascher
- Characiopsidaceae Pascher
- Chloropediaceae Pascher
- Gloeobotrydaceae Pascher
- Gloeopodiaceae Pascher
- Mischococcaceae Pascher
- Pleurochloridaceae Pascher
- Sciadiaceae Gobi
- Trypanochloridaceae Geitler ex Pascher

Selon World Register of Marine Species (16 mars 2022)
- Botryochloridaceae
- Characiopsidaceae Pascher, 1937
- Gloeobotrydaceae
- Gloeopodiaceae
- Ophiocytiaceae Lemmermann, 1899
- Pleurochloridaceae Pascher, 1937